# 福田将就
福田将就（ふくだ まさなり、1974年- ）は、劇作家、演出家、俳優。東京都出身。
音楽活動や芝居の活動の一部で福玉サナリー（ふくだま さなりー）という別名を持つ。

## 人物
1994年、大阪に乗り込み、劇団MOTHERに所属。
1995年に退団後、帰京する。
現阿佐ヶ谷スパイダース主宰・長塚圭史とのユニット、「ザ・グレートバンビ」、「カーズ」などを立ち上げる一方、「福田将就狂い咲きロックンロール黄金時代」というユニット名で一人芝居を次々と上演。
複数のキャラクターを絶妙に使い分ける構成と芝居で一部に熱狂的なファンを獲得する。
1998年には劇団イエローグリーンヒヤシンスを結成、2000年の解散までに4回の公演を行う。
この時の公演で阿佐ヶ谷スパイダースの伊達暁や、町田マリー、吉岡睦雄などと共演している。
現在は「福田将就狂い咲きロックンロール黄金時代」としての一人芝居や「日本ムーヴメント」といったユニット名で公演を続けている。
また、DIYXS FROM ZIPANG（ダイクス・フロム・ジパング）、ROLLING HILL（ローリングヒル）という日本のジャムバンドでボーカル／ホーミーなども担当している。

## 主な作品

### 作・演出
- ボインな60分（1996年、福田将就ロックンロール黄金時代、一人芝居）
- カレーフェスティバル（1996年、福田将就ロックンロール黄金時代、一人芝居）
- 十二支仲間割れ（1997年、福田将就ロックンロール黄金時代、一人芝居）
- 日本ムーブメント（1997年、日本ムーブメント）
- クリンスマン（1997年、福田将就ロックンロール黄金時代、一人芝居）
- エアジャンク (1998年、福田将就ロックンロール黄金時代、一人芝居）
- 番外編 (1998年、イエローグリーンヒヤシンス、一人芝居・路上公演）
- すがすがシーワールド（1999年、イエローグリーンヒヤシンス、一人芝居）
- ビーバーリスガリガリ白書／スプーン曲げ（1999年、イエローグリーンヒヤシンス、共演：伊達暁、町田マリーほか）
- コントストック999（1999年、イエローグリーンヒヤシンス）
- 駅弁慶（2000年、イエローグリーンヒヤシンス、一人芝居）
- じゃあね（2000年、イエローグリーンヒヤシンス、一人芝居、公演中止）
- エアジャンク＜再演＞（2002年、福田将就ロックンロール黄金時代、一人芝居）
- カクリミトワラフ（2006年、福田将就ロックンロール黄金時代、一人芝居）
- ギリポ　(2007年、福田将就ロックンロール黄金時代、一人芝居）
- 日本ムーヴメント（2008年、日本ムーヴメント、共演：泉陽二、伊達暁ほか）

### 共同演出
- 灰色と茶色（1996年、ザ・グレートバンビ、共演：長塚圭史ほか）
- 館内放送担当山崎幸子（1996年、カーズ、共演：長塚圭史ほか）
- イタリアン・カップ　(1997年、カーズ、共演：長塚圭史ほか）
- ザ・グレートバンビ（1997年、カーズ、共演：長塚圭史ほか）

### 客演
- REPEAT RESET（1997年、ブルーチップ、共演伊達暁ほか）

## その他
- ダイクス・フロム・ジパング DIYXS FROM ZIPANG（ボーカル、ホーミー）
- ローリング・ヒル　ROLLING HILL（ボーカル、ホーミー）